# Гашев, Николай Михайлович
Николай Михайлович Гашев (26 ноября 1869, д. Успенка, Пермская губерния − 1930) — новомученик пермский, протоиерей Ильинского собора Пермской епархии, причислен к лику святых Архиерейским Юбилейным Собором, проходившим в Москве под председательством Патриарха Московского и всея Руси Алексия II в 2000 году. Дед писателя, журналиста Б. В. Гашева и летчицы Руфины Гашевой

## Биография

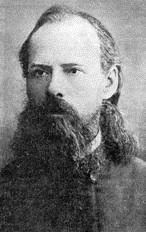
Николай Гашев в молодости

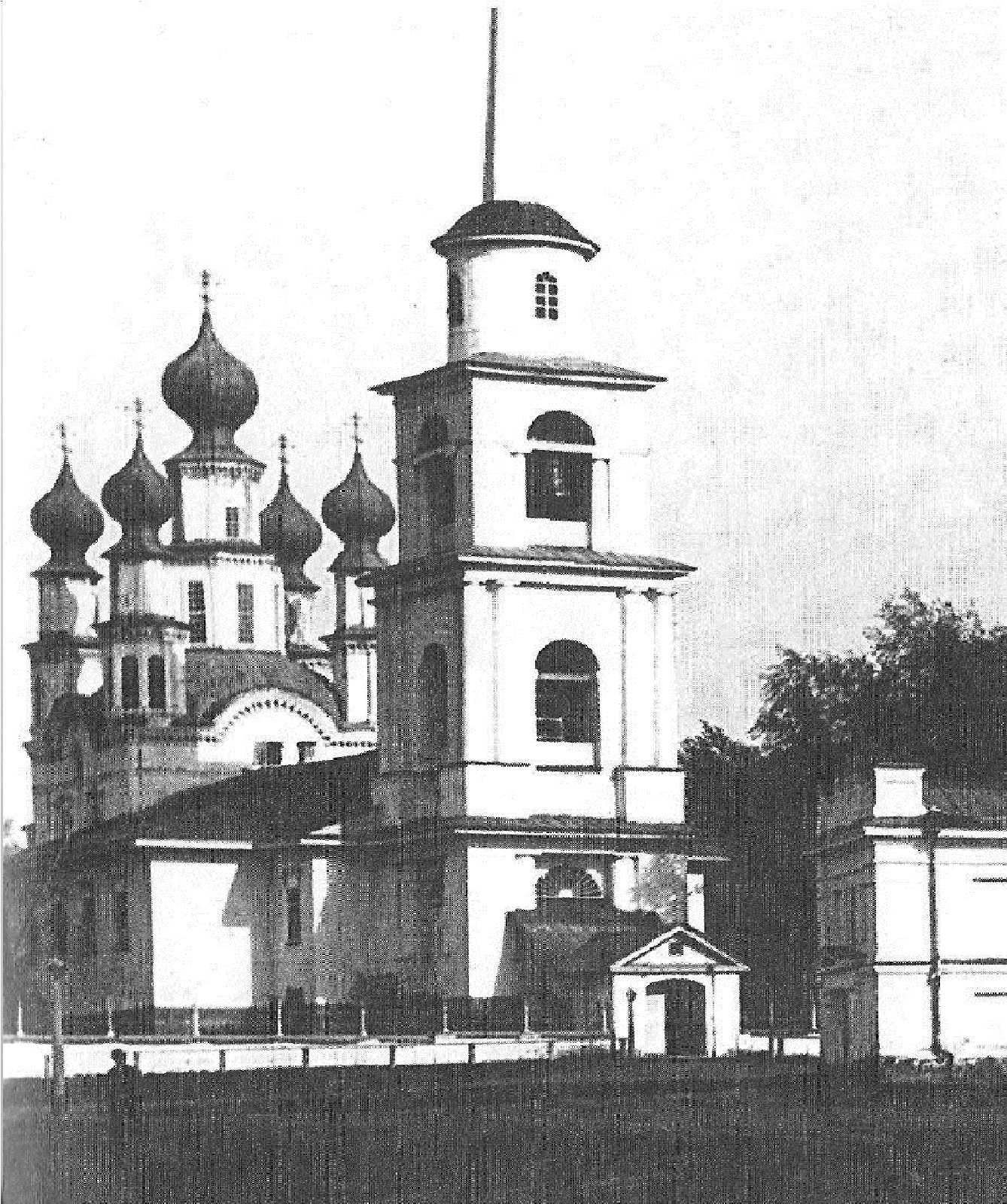
Церковь Святого Пророка Ильи. Построена в 1775 году на средства Строгановых. Разрушена в 1939 году.

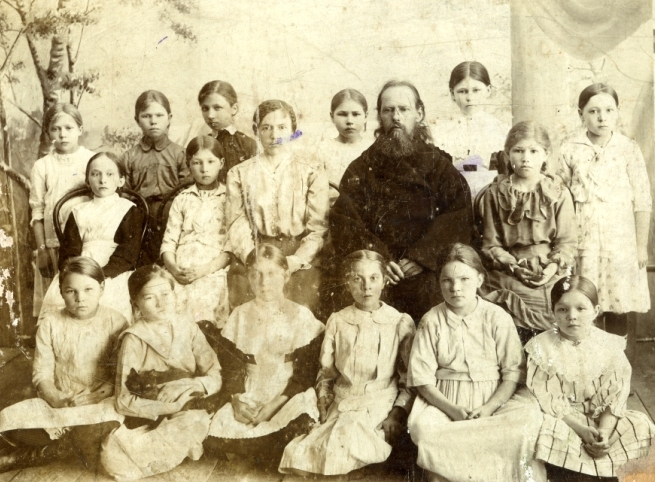
Николай Михайлович Гашев с воспитанницами женского училища

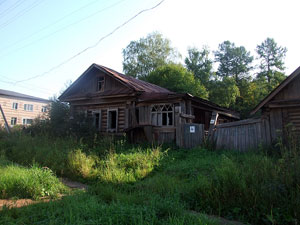
Дом, в котором жил о. Николай

Родился в семье крестьянина Михаила Гашева. В 1880 году окончил начальное училище, в 1885—1890 годы состоял церковником при Чусовской Успенской церкви Пермского уезда. В 1890 году окончил курсы псаломщиков при Братстве святого Стефана Пермского и был назначен исполняющим обязанности псаломщика в Ильинский храм села Ильинское. 30 августа 1902 года был рукоположен во диакона к этой же церкви. В 1905—1917 годы исполнял послушание законоучителя в земских училищах.
В декабре 1918 года в Ильинском вспыхнул мятеж расквартированного там 10-го красноармейского кавалерийского полка. Когда большевики в 1919 году вошли в пределы Пермской губернии, некоторые, опасаясь расправы за расстрел 800 сторонников советской власти, ушли с войсками Колчака в Сибирь. Многие советовали отцу Николаю уйти с белыми (так сделал, например, священник Ильинской церкви отец Евграф), так как красные не пощадят священника, но он остался, и, когда части северного экспедиционного корпуса особой бригады третьей ударной армии с боем ворвались в село, отец Николай даже не стал прятаться, а так же, как и раньше, свободно и открыто ходил по селу в рясе, чем приводил в немалое изумление красноармейцев, смотревших на каждого священнослужителя как на контрреволюционера. В 1919 году рукоположен во священника к Ильинскому храму, который строился архитектором А. Н. Воронихиным (им же строился Казанский собор в Санкт-Петербурге). Прослужил в селе ещё десять лет.
6 января 1930 года был арестован по обвинению в антисоветской агитации (ст. 58, п. 10). Был этапирован из Ильинского в с. Шабуничи и далее поездом — в пермскую тюрьму «Разгуляй». На допросах свидетели показали, что священник Гашев:
«… вел яростную агитацию среди верующих, говорил, что надо во что бы то ни стало отстоять церковь, призывал биться за неё с советской властью до последней капли крови, указывая при этом на пример первых христиан, принявших смерть за веру…»
«… ходил по приходу с иконой Богородицы, говорил родителям, чтобы они не пускали детей в комсомол, потому что ничему хорошему их там не научат…»
На следствии Н. М. Гашев не согласился с предъявленными обвинениями:

«Я, Гашев Николай Михайлович, привлекаюсь в качестве обвиняемого, показываю следующее: по поводу предъявленных мне обвинений в антисоветской агитации заявляю, что я, как и всякий гражданин, отношусь к Советской власти лояльно, но не отрицаю, что как священнослужитель должен был ревностно защищать веру Христову и показывать пример в этом своим прихожанам. Поэтому я действительно в церкви призывал прихожан укреплять веру Божию, молиться чаще, указывая на пример первых христиан, страдавших и подвергавшихся гонениям за свою великую преданность вере. Каких-либо высказываний против Советской власти в проповедях не допускал, церковную службу проводил по уставу, избегал вообще каких-либо конфликтов с властями, поэтому виновным себя в агитации против советской власти не признаю. Никаких бесед против советской власти не проводил и не устраивал никаких нелегальных собраний».— Из показаний отца Николая на следствии (цит. по:)
Владимир Гашев, посетив отца в пермской тюрьме, нашёл его тяжело больным, передвигавшимся с трудом. Отец Николай, напротив, утешал его и велел всем передать, что он чувствует себя хорошо, ему никто ничего плохого не сделал и сделать не может.
16 февраля 1930 года тройкой Уральского Особого Совещания ОГПУ осуждён к высылке на север Урала сроком на 3 года, считая с января 1930 года. В ссылке находился в бараке в условиях, близких к лагерным. Через некоторое время жена Николая, Капитолина Андреевна, навестившая мужа, была предупреждена начальством о его плохом состоянии и возможной кончине в ближайшее время; в соответствии с данной ей рекомендацией она сняла с мужа мерку для гроба, заказала гроб и могилу. Через некоторое время Н. М. Гашев скончался. Дата смерти и место погребения остаются неизвестными.

### Семья

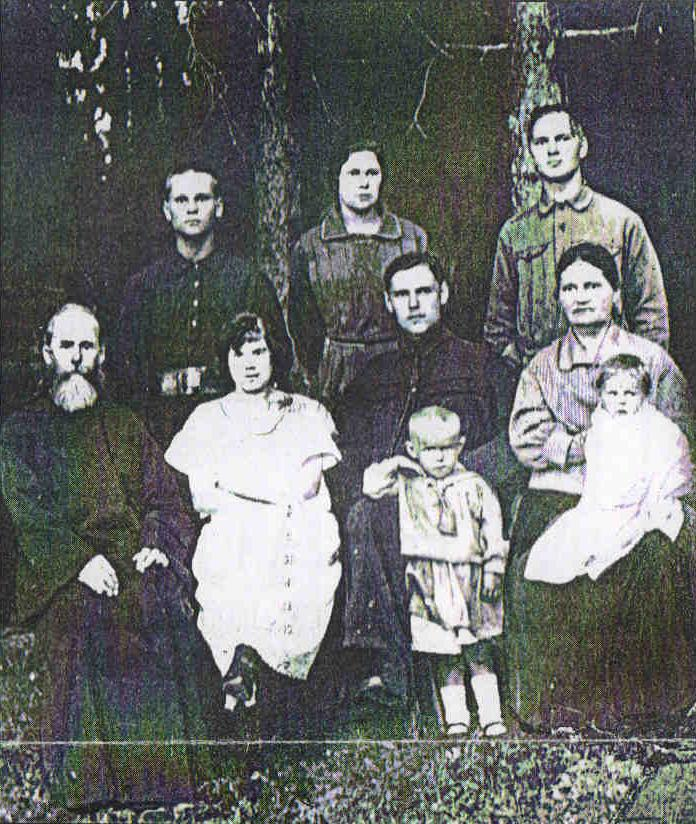
В первом ряду (слева направо): отец Николай, Зоя, её муж Сергей, у его ног пятилетняя дочь Руфина, Капитолина Андреевна, на коленях у неё Николай, брат Руфины. Во втором ряду стоят (слева направо) дети отца Николая — Алексей, Юлия, Владимир

Жена — Капитолина Андреевна Гашева; дети:
- Николай (ум.) — участник гражданской (красный командир) и Отечественной (фронтовой врач) войн, заслуженный врач РСФСР, кавалер ордена Ленина; внуки:
  - Борис, к.э.н., работал в посольстве в Сирии, участник войны;
  - Лев, штурман дальнего плавания;
- Александр (ум.) — народный учитель СССР;
- Анатолий (ум.) — бухгалтер целлюлозно-бумажного комбината
  - две внучки;
- Владимир (ум.) — старший лесничий; внуки:
  - Николай (род. 1933, п. Верещагино Пермской обл.) — журналист; окончил историко-филологический факультет Пермского университета (1957), член Союза журналистов; автор книги «Просека на болоте» (2001)[7];
  - Екатерина — медсестра;
  - Борис (3.2.1939, п. Верещагино Пермской обл. — 1.5.2000, Пермь) — поэт, прозаик, журналист; окончил филологический факультет Пермского университета (1961), работал корреспондентом газет, редактором в Пермском книжном издательстве; печатался в альманахах «Молодой человек», в журналах «Урал», «Юность», «Очарованный странник» (Ярославль); лауреат премии им. В. Катаева журнала «Юность»[7];
- Сергей (ум. в Чкаловске) — матрос на барже; внуки:
  - Руфина (1921—2012) — штурман эскадрильи 46-го гвардейского ночного бомбардировочного авиационного полка («Ночные ведьмы»), Герой Советского Союза (1945);
  - Николай (1.7.1924, с. Катунки Нижегородской обл. — 2.11.1991), участник Великой Отечественной войны; работал директором заповедника «Денежкин Камень», Салехардского стационара УФАН; териолог, кандидат биологических наук[8];
  - Борис;
- Алексей (застрелился в возрасте 16 лет);
- Мария (ум.) — провизор; внучка:
  - Людмила;
- Валентина (ум.) — бухгалтер;
- Юлия (ум.) — медсестра;
  - внук.

## Память

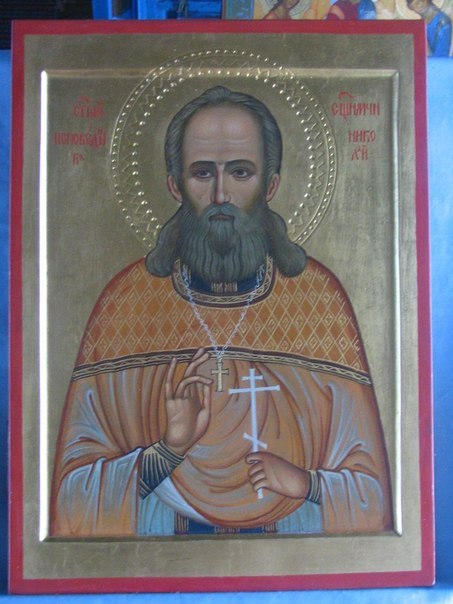
Священномученик Николай Михайлович Гашев. Икона написана Ильинско-Строгановской мастерской

В соответствии с Указом Президиума Верховного Совета СССР от 16 января 1989 года (по 1930 году репрессий) реабилитирован прокуратурой Пермской области 12 сентября 1989 года.

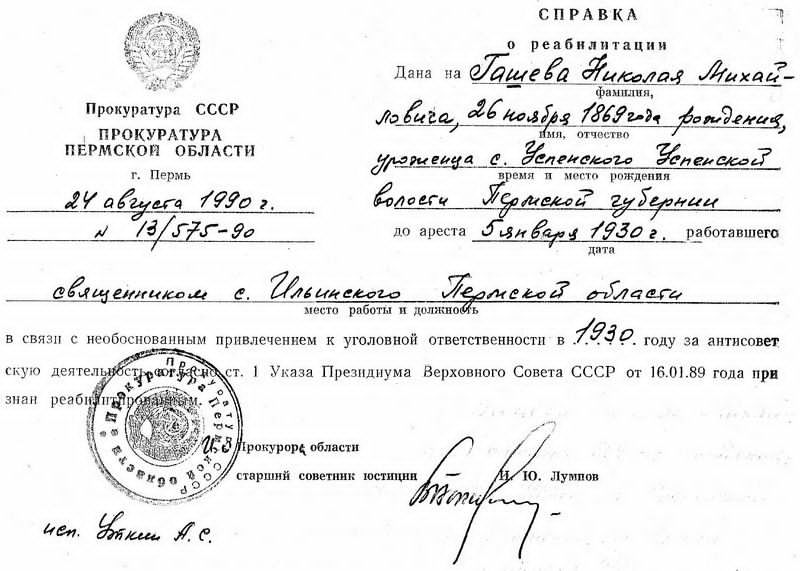
Справка о реабилитации

20 августа 2000 года по представлению Пермской епархии канонизирован Архиерейским Собором Русской Православной Церкви с причислением к лику священноисповедников. На иконе «Собор новомучеников и исповедников Российских» изображён в третьем ряду левой стороны, вторым справа. День памяти — воскресенье 25 января (7 февраля) (либо ближайшее за этой датой воскресенье при несовпадении).
Молитва священномученику Николаю Михайловичу (Гашеву), ильинскому чудотворцу
```
* Тропарь, глас № 3:
```

Ратниче за истинное веры исповедание,

Ангельских чинов непреложное ликование,

Поборниче демонских ополчений,

Дивный воине царя небеснаго,

Дивная цевнице земли пермския и ильинския,

Святе священномучениче отче наш Николае,

Моли милостиваго бога спастися душам нашим.
```
* Кондак, глас № 8:
```

Днесь ликует град святый пермский,

Яко обретен бысть источниче благ вечных,

Рукописаний евангельских хранителю пречудне,

Священномучениче отче наш николае,

Моли милосерднаго владыку господа даровати нам оставление прегрешений и велию милость.
```
* Икос, глас № 5:
```

Пророку Даниилу в премудрости подражая,

Дивный пастырю овец христовых показался еси,

Якоже иову многострадальному многия скорби претерпевый, 

И мученическою кровию, 

Христа изнодавца без остатка в сердце своем запечатлевый.

Того моли, священномучениче Николае,

Долгов разрешение нам даровати и струпы душ грешных венцем своим мученическим очисти,

И душам нашим даруй, 

Восприяти трапезы благ вечных.
- Величание:

Величаем тя, священномучениче отче наш николае,

И чтим честная страдания твоя,

Яже за христа претерпел еси.

## Воспоминания
…Деда своего Николая Михайловича я никогда не видел, потому что родился через три года после его гибели. До 1953 года, когда умер Сталин, имя деда, насколько мне помнится, вообще не упоминалось в нашей семье. Будто его никогда и не было на земле. Родители, как я понял позже, сознательно ограждали нас, своих детей, от всяких воспоминаний о деде-священнике. Они хлебнули немало горя. Отец, Владимир Николаевич, например, был потрясен, когда в Ильинском застрелился шестнадцатилетний Алеша, младший сын в большой семье деда Николая Михайловича и бабушки Капитолины Андреевны, — у них было шестеро сыновей и три дочери. Говорят, девушка, которую любил Алеша, посмеялась над ним при людях, бросила в лицо, что не желает иметь ничего общего с поповским выкормышем.

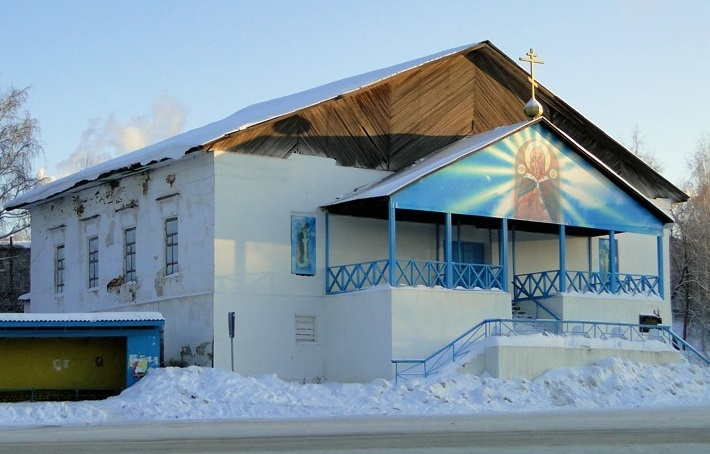
Церковь Пророка Ильи в п. Ильинский в настоящее время

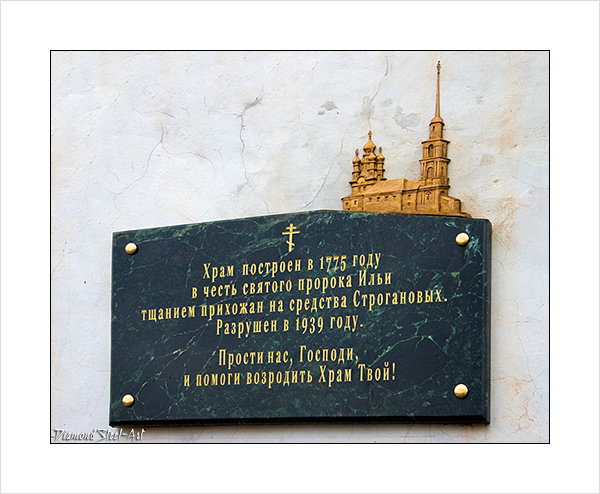
Мемориальная доска на стене Храма Святого Пророка Ильи

      Поповское происхождение больно ударило в юности и по моему отцу. Он мечтал стать врачом. Вместе со старшим братом Николаем успешно сдал вступительные экзамены и уже начал учиться на первом курсе медицинского факультета нашего Пермского университета...  окончить университет [ему] не дали. Его, сына священника, исключили в 1922 году с клеймом: « Социально чуждый элемент». Только во времена хрущевской «оттепели», когда социальное происхождение родителей уже не могло повлиять на будущее их детей, отец показал нам, старшей сестре Кате, мне и младшему Боре, единственную сохранившуюся у него фотографию нашего деда Николая Михайловича…

…Какое же преступление для советской власти совершил отец Николай? В чем его вина? За что этот старый, больной человек принял мучительную смерть за колючкой?..— Николай Владимирович Гашев, внук Н. М. Гашева